# Сотниково (Бурятия)
Со́тниково — село в Иволгинском районе Республики Бурятия. Административный центр сельского поселения «Сотниковское».
Население — 10 871 чел. (2021).

## География
Расположено в 4 км к северу от микрорайона Заречный города Улан-Удэ и в 11 км от центра столицы Бурятии. Находится в 27 км к северо-востоку от районного центра, села Иволгинск, на федеральной автомагистрали Р258 «Байкал».
Территория с. Сотниково относится к южным отрогам хребта Хамар-Дабан и расположена в левобережной части долины р. Селенги, разделяющую Хамар-Дабан и Улан-Бургасы. На этом участке начинается прорыв реки через горы и ее долина сужается до 3000-1300 метров.
Характерная черта климата на территории поселения – резкая континентальность. Зима умеренно-суровая, в долинах малоснежная. Снежный покров незначительный, всего 5 – 10 см. Низкие зимние температуры, небольшой снежный покров способствуют глубокому промерзанию почв. Сильные ветра весной, низкая влажность воздуха, способствуют высыханию почвы, развитию ветровой эрозии на полях хозяйств. Лето короткое, жаркое.
Ветры, преимущественно, имеют северо-западные и западные направления при среднегодовой скорости 2,7 м/сек. Однако весной и летом их скорость достигает 15 м/сек (в среднем 30 дней в году).
Основная территория поселения расположена в пригородной, затопляемой и рискованной зоне на левобережье реки Селенга. Земли сельскохозяйственного назначения расположены в поймах реки Селенги. Такое географическое расположение предъявляет особые требования и дополнительные трудности в развитии хозяйств и личного подсобного хозяйства.
В окрестностях Сотниково имеются как природные, так и исторические рекреационные ресурсы. Земли для массового отдыха населения организованы на базе лесхозов, заказников. Так, зеленая зона г. Улан-Удэ проходит по Гурульбинскому и Улан-Удэнскому лесхозам как лесопарковая. Лесопарковый пояс является резервуаром чистого воздуха, местом размещения кратковременного массового отдыха населения.

## История
Предположительно, село основано ещё в XVIII веке на Сибирском тракте. Позже заселено крестьянами-переселенцами из европейской России. Впервые упоминается под 1843 годом. Жители снабжали продовольствием и дровами Верхнеудинск, занимались извозом по тракту. В селе существовали заезжие дома, магазины, небольшой кирпичный завод. В 1907 году была построена и освящена Богородице-Владимирская церковь. Немногим позже основана школа.
Во время Великой Отечественной войны в селе работала валяльно-войлочная фабрика и артель «Кожевник». Артель производила для Красной Армии полушубки, шапки и рукавицы; валяльно-войлочная фабрика производила валенки.

## Население
| 2002 | 2008  | 2010  | 2021    |
| ---- | ----- | ----- | ------- |
| 4473 | ↗5698 | ↗6274 | ↗10 871 |

## Экономика
Основными видами хозяйственной деятельности на территории Сотниково являются ведение фермерского хозяйства по производству и переработки сельскохозяйственной продукции, рыбоперерабатывающая деятельность, торговля продуктами питания и розничными товарами.
На территории посёлка работают следующие предприятия:
- Госплемобъединение «Бурятское»
- СПК «Пригородный» (тепличное хозяйство, МТФ, МТМ, овощехранилище, центральные склады)
- ОКХ «Сад»
- Кирпичный цех
- МП «Энергетик».

- Рыбозавод «Байкал»[5]
- Рыбозавод «Океан»
- Супермаркет «Титан. Байкал»
- Оптово-розничный супермаркет «Светофор»
- Сотниковское месторождение гранита
- Гостиничный комплекс «Дворянское гнездо»
- АЗС «Роснефть»;

## Инфраструктура
- Поликлиника
- Средняя общеобразовательная школа
- Отделение "Почты России"
- Детский сад "Рябинка"
- Детский сад "Журавлёнок"

## Объекты культурного наследия
- Плиточные могильники (9 групп) — 1 км от Сотниково, возле тракта Улан-Удэ — Иркутск, левый берег реки Селенга — Памятник археологии
- Могила партизан-разведчиков Загузина П. Н. и Малыгина П. М., расстрелянных белогвардейцами — Памятник истории
- Памятник 40 воинам-землякам, погибшим в годы Великой Отечественной войны — Памятник истории
- Церковь Богородице-Владимирская — Памятник архитектуры